# Ульва (водоросль)
Ульва (лат. Ulva) — род морских зелёных водорослей семейства Ульвовые (Ulvaceae). Распространены в морях умеренного и субтропического пояса. Многие виды съедобны, известны под названием «морской салат».

## Ботаническое описание
Многоклеточное ярко-зелёное слоевище этой водоросли пластинчатое, может быть цельное, рассечённое либо ветвистое. Длина таллома составляет в среднем 0,3—1,5 метра. В его структуре различают два ряда тесно прилегающих друг к другу клеток. В основании слоевища имеются крупные клетки с ризоидами, образующие подошву, посредством которой водоросль прикрепляется к подводному субстрату.

## Размножение
Возможен вегетативный и половой способы размножения данной водоросли. Часто из фрагментов организма появляется новое растение. От основания ульвы, точнее из её подошвы могут развиваться молодые растения. При половом процессе происходит слияние гамет из разных талломов. Жизненный цикл ульвы включает два поколения — гаметофит и спорофит, которые выглядят абсолютно одинаково и имеют сходное строение. Половое размножение может протекать как изогамия или гетерогамия.

## Подводное земледелие
Поскольку ульва содержит белок, клетчатку, витамины и минералы (йод, железо и кальций), но при этом в ней минимум калорий и жира, ведутся исследования по разработке способов подводного земледелия чтобы сделать её альтернативой пшенице.

## Виды
В род включают следующие виды:
- Ulva acanthophora (Kützing) Hayden, Blomster, Maggs, P.C. Silva, Stanhope & J.R. Waaland, 2003
- Ulva anandii Amjad & Shameel, 1993
- Ulva arasakii Chihara, 1969
- Ulva atroviridis Levring, 1938
- Ulva beytensis Thivy & Sharma, 1966
- Ulva bifrons Ardré, 1967
- Ulva brevistipita V.J. Chapman, 1956
- Ulva burmanica (Zeller) De Toni, 1889
- Ulva californica Wille, 1899
- Ulva chaetomorphoides (Børgesen) Hayden, Blomster, Maggs, P.C. Silva, M.J. Stanhope & J.R. Waaland, 2003
- Ulva clathrata (Roth) C. Agardh, 1811
- Ulva compressa Linnaeus, 1753
- Ulva conglobata Kjellman, 1897
- Ulva cornuta Lightfoot, 1777
- Ulva covelongensis V. Krishnamurthy & H. Joshi, 1969
- Ulva crassa V.J. Chapman, 1956
- Ulva crassimembrana (V.J. Chapman) Hayden, Blomster, Maggs, P.C. Silva, M.J. Stanhope & J.R. Waaland, 2003
- Ulva curvata (Kützing) De Toni, 1889
- Ulva denticulata P.J.L. Dangeard, 1959
- Ulva diaphana Hudson, 1778
- Ulva elegans Gayral, 1960
- Ulva enteromorpha Le Jolis, 1863
- Ulva erecta (Lyngbye) Fries
- Ulva expansa (Setchell) Setchell & N.L. Gardner, 1920
- Ulva fasciata Delile, 1813
- Ulva flexuosa Wulfen, 1803
- Ulva geminoidea V.J. Chapman, 1956
- Ulva gigantea (Kützing) Bliding, 1969
- Ulva grandis Saifullah & Nizamuddin, 1977
- Ulva hookeriana (Kützing) Hayden, Blomster, Maggs, P.C. Silva, M.J. Stanhope & J.R. Waaland
- Ulva hopkirkii (M’Calla ex Harvey) P. Crouan & H. Crouan
- Ulva howensis (A.H.S. Lucas) Kraft, 2007
- Ulva indica Roth, 1806
- Ulva intestinalis Linnaeus, 1753
- Ulva intestinaloides (R.P.T. Koeman & Hoek) Hayden, Blomster, Maggs, P.C. Silva, M.J. Stanhope & J.R. Waaland, 2003
- Ulva javanica N.L. Burman, 1768
- Ulva kylinii (Bliding) Hayden, Blomster, Maggs, P.C. Silva, M.J. Stanhope & J.R. Waaland, 2003
- Ulva lactuca Linnaeus, 1753
- Ulva laetevirens J.E. Areschoug, 1854
- Ulva laingii V.J. Chapman, 1956
- Ulva linearis P.J.L. Dangeard, 1957
- Ulva linza Linnaeus, 1753
- Ulva lippii Lamouroux
- Ulva litoralis Suhr ex Kützing
- Ulva littorea Suhr
- Ulva lobata (Kützing) Harvey, 1855
- Ulva marginata (J. Agardh) Le Jolis
- Ulva micrococca (Kützing) Gobi
- Ulva neapolitana Bliding, 1960
- Ulva nematoidea Bory de Saint-Vincent, 1828
- Ulva ohnoi Hiraoka & Shimada, 2004
- Ulva olivascens P.J.L. Dangeard
- Ulva pacifica Endlicher
- Ulva papenfussii Pham-Hoang Hô, 1969
- Ulva parva V.J. Chapman, 1956
- Ulva patengensis Salam & Khan, 1981
- Ulva percursa (C. Agardh) C. Agardh
- Ulva pertusa Kjellman, 1897
- Ulva phyllosa (V.J. Chapman) Papenfuss
- Ulva polyclada Kraft, 2007
- Ulva popenguinensis P.J.L. Dangeard, 1958
- Ulva porrifolia (S.G. Gmelin) J.F. Gmelin
- Ulva profunda W.R. Taylor, 1928
- Ulva prolifera O.F.Müller, 1778
- Ulva pseudocurvata Koeman & Hoek, 1981
- Ulva pseudolinza (R.P.T. Koeman & Hoek) Hayden, Blomster, Maggs, P.C. Silva, M.J. Stanhope & J.R. Waaland, 2003
- Ulva pulchra Jaasund, 1976
- Ulva quilonensis Sindhu & Panikkar, 1995
- Ulva radiata (J. Agardh) Hayden, Blomster, Maggs, P.C. Silva, M.J. Stanhope & J.R. Waaland, 2003
- Ulva ralfsii (Harvey) Le Jolis, 1863
- Ulva ranunculata Kraft & A.J.K. Millar, 2000
- Ulva reticulata Forsskål, 1775
- Ulva rhacodes (Holmes) Papenfuss, 1960
- Ulva rigida C. Agardh, 1823
- Ulva rotundata Bliding, 1968
- Ulva saifullahii Amjad & Shameel, 1993
- Ulva serrata A.P.de Candolle
- Ulva simplex (K.L. Vinogradova) Hayden, Blomster, Maggs, P.C. Silva, M.J. Stanhope & J.R. Waaland, 2003
- Ulva sorensenii V.J. Chapman, 1956
- Ulva spinulosa Okamura & Segawa, 1936
- Ulva stenophylla Setchell & N.L. Gardner, 1920
- Ulva sublittoralis Segawa, 1938
- Ulva subulata (Wulfen) Naccari
- Ulva taeniata (Setchell) Setchell & N.L. Gardner, 1920
- Ulva tanneri H.S. Hayden & J.R. Waaland, 2003
- Ulva tenera Kornmann & Sahling
- Ulva torta (Mertens) Trevisan, 1841
- Ulva tuberosa Palisot de Beauvois
- Ulva uncialis (Kützing) Montagne, 1850
- Ulva uncinata Mohr
- Ulva uncinata Mertens
- Ulva usneoides Bonnemaison
- Ulva utricularis (Roth) C. Agardh
- Ulva utriculosa C. Agardh
- Ulva uvoides Bory de Saint-Vincent
- Ulva ventricosa A.P.de Candolle